# Brezova Kosa
Brezova Kosa falu Bosznia-Hercegovinában, a Bosznia-hercegovinai Föderáció Una-Szanai kantonjában.

## Fekvése
Bosznia-Hercegovina északnyugati részén, Bihácstól légvonalban 22, közúton 35 km-re, Cazin központjától légvonalban 5, közúton 11 km-re északra levő erdős, dombos vidéken, a Cazin-Velika Kladuša főút mellett fekszik. 

## Népessége
| Nemzetiségi csoport | Népesség 1991 | Népesség 2013 |
| ------------------- | ------------- | ------------- |
| Szerb               | 0             | 0             |
| Bosnyák             | 799           | 792           |
| Horvát              | 0             | 2             |
| Jugoszláv           | 0             | 0             |
| Egyéb               | 4             | 30            |
| Összesen            | 803           | 824           |

## Története
A Brezova Kosa-i muszlim gyülekezetnek mintegy 300 háztartása és egy 1973-ban épült mecsete van. Arra nincs pontos adat, hogy mikor épült az első mecset. A meglévő mecsetet 2009-ben átalakították, és központi fűtést vezettek be. A Brezova Kosa-i gyülekezethez a következő falvak tartoznak: Izani, Begići, Kličići, Žunići, Japići, Duratovići, Muhadžiri és Ćatići. A korábbi imámok, khatibok és muallimok az idősebb gyülekezeti tagok emlékezete szerint: 1966-ban Režo Fehrić (a jelenlegi imám a Mala Brijesnica-i gyülekezetben), az 1970-es évektől pedig Osman Abaz it Tutina, Nedžad efendi (Donji Vakufból), Suad Ćatić (jelenleg imám a drmaljevói gyülekezetben, Velika Kladušán), Nuhan Dedić, és a jelenlegi imám, Haris Kličić efendi voltak.

## Nevezetességei
A falu mecsete 1973-ban épült, 2009-ben átalakították és megújították.